# Trevor Noah

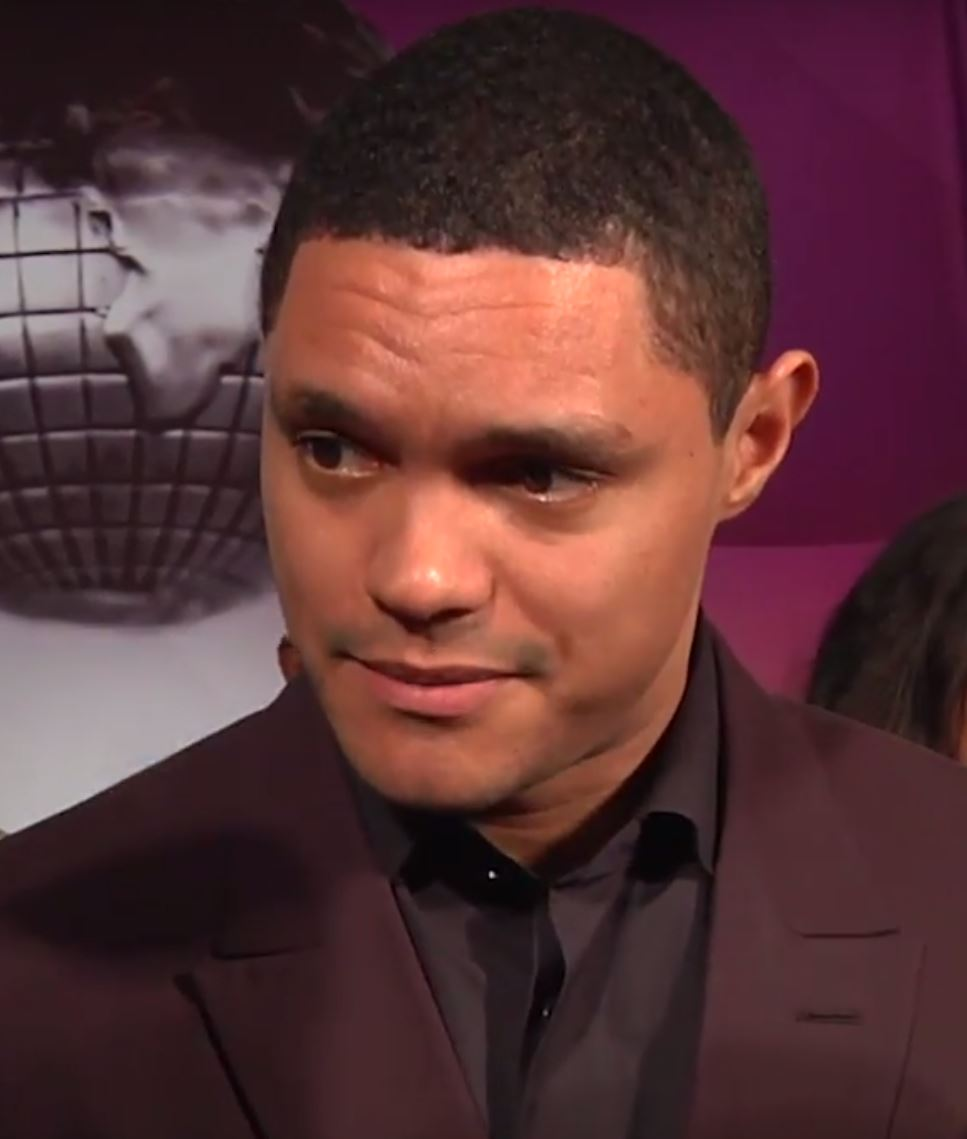
Trevor Noah 2017

Trevor Noah (sinh ngày 20/2/1984) là một diễn viên hài, người dẫn chương trình truyền hình, truyền thông và Nam Phi. Anh hiện là người dẫn chương trình The Daily Show, một talk show được phát sóng trên kênh truyền hình Comedy Central.

## Tuổi trẻ và gia đình
Trevor Noah được sinh ra tại Johannesburg. Mẹ của ông, Patricia Nombuyiselo Noah, là người có gốc Xhosa và Do Thái, trong khi cha của ông, Robert, là người dân tộc Đức tại Thụy Sĩ. Noah khi trẻ học tại Maryvale College, một trường công giáo ở Johannesburg. Vào thời điểm được sinh ra, mối quan hệ của cha mẹ là bất hợp pháp vì sự phân biệt chủng tộc. Mẹ ông đã bị bắt giam và bị phạt bởi chính quyền da trắng Nam Phi, và ông bố sau đó trở lại Thụy Sĩ. Noah đã được nuôi năng bởi mẹ của và bà ngoại, Nomalizo Frances Noah. Trong thời thơ ấu của mình, ông thường đi tới nhà thờ mỗi chủ nhật.
Nguồn gốc đa chủng tộc, kinh nghiệm từ việc lớn lên ở Johannesburg và sự quan sát về các chủng tộc là chủ đề chính trong các câu chuyện của ông.

## Sự nghiệp
Khi 18 tuổi (năm 2002), Noah đã có một vai diễn trong vở Isidingo. Sau đó anh bắt đầu dẫn chương trình radio Noah's Ark trên đài YFM - một kênh phát thanh được giới trẻ tại Gauteng yêu thích. Noah sau đó tham gia dẫn chương trình giáo dục Run The Adventure (2004-06) trên kênh SABC 2. Trong năm 2007, ông dẫn The Real Goboza, một chương trình tán gẫu trên kênh SABC1 và Siyadlala, một chương trình thể thao cũng được phát sóng trên SABC. Trong năm 2008, Noah, cùng với Pabi Moloi dẫn The Amazing Date (một chương trình hẹn hò) và là một thí sinh trong mùa 4 của chương trình Strictly Come Dancing . Trong năm 2009, ông là người dẫn Lễ trao giải thường niên về Phim ảnh và Truyền hình  Nam Phi (South Africa Film and Television Awards - SAFTAs) và cùng dẫn chương trình The Axe Sweet Life (một series truyền hình thực tế) cùng với Eugene Khoza. Trong năm 2010, Noah dẫn lễ trao giải âm nhạc Nam Phi lần thứ 16 và chương trình Tonight with Trevor Noah trên MNet. Trong năm 2010, Noah cũng đã trở thành phát ngôn viên đại diện bảo vệ người tiêu dùng cho Cell C, nhà cung cấp dịch vụ lớn thứ 3 tại Nam Phi.
Noah bỏ việc dẫn các chương trình phát thanh và diễn xuất để tập trung vào kịch hài, và đã trình diễn cùng với một số nghệ sĩ hài của cả Nam Phi và quốc tế như diễn viên hài David Kau, Kagiso Lediga, Riaad Moosa, Darren Simpson, Marc Lottering, Barry Hilton and Nik Rabinowitz, Paul Rodriguez, Carl Barron, Dan Ilic and Paul Zerdin, và diễn mở đầu cho Gabriel Iglesias và diễn viên hài gốc Canda Russell Peters trong chuyến lưu diễn của ông tại Nam Phi.
Noah đã lưu diễn khắp Nam Phi trong các chương trình The Blacks Only Comedy Show, Heavyweight Comedy Jam, Vodacom Campus Comedy Tour, Cape Town International Comedy Festival, Jozi Comedy Festival và Bafunny Bafunny (2010). Một số chương trình khác của ông được thực hiện trong giai đoạn này gồm: The Daywalker (2009), Crazy Normal (2011), That's Racist (2012), và It's My Culture (2013)
Vào năm 2011, ông chuyển đến Hoa Kỳ. Vào ngày 6 tháng năm 2012, Noah trở thành diễn viên hài độc thoại Nam Phi đầu tiên lên xuất hiện trong The Tonight Show. Ngày 17/5/2013, ông xuất hiện trong Late Show with David Letterman. Noah là chủ đề của phim tài liệu You Laugh But It's True. Cùng năm đó, anh xuất hiện trong chương trình hài kịch Trevor Noah: The Racist, được dựa trên chương trình That's Racist. Trong năm 2013, ông biểu diễn vở hài kịch đặc biệt Trevor Noah: African American. Ngày 11 tháng 2013, ông là khách mời của chương trình hài kịch QI của kênh BBC Two.

### The Daily Show
Vào tháng 12/2014, Noah trở thành người đóng góp nội dung cho chương trình The Daily Show. Vào Tháng năm 2015, kênh Comedy Central thông báo rằng Noah sẽ thay thế Jon Stewart để dẫn The Daily Show. Ông bắt đầu công việc này vào ngày 28/9/2015.